# إيرني ماثيوز
إيرني ماثيوز (بالإنجليزية: Ernie Matthews)‏ (8 نوفمبر 1912 في المملكة المتحدة - ) هو لاعب كرة قدم بريطاني في مركز الهجوم. لعب مع شيفيلد وينزداي وكولتشستر يونايتد ونادي بوري ونادي أشينغتون ‏.